# Frea taverniersi
Frea taverniersi är en skalbaggsart som beskrevs av Stefan von Breuning 1973. Frea taverniersi ingår i släktet Frea och familjen långhorningar. Inga underarter finns listade i Catalogue of Life.